# Bahnstrecke Vienenburg–Goslar
| Die Strecke im Bahnhof Goslar |                                                      |                                                    |                                                    |
| Streckenverlauf |                                                      |                                                    |                                                    |
| Streckennummer (DB): | 1932                                                 |                                                    |                                                    |
| Kursbuchstrecke (DB): | 330, 353, 354                                        |                                                    |                                                    |
| Kursbuchstrecke: | 181 (1934) 182e (Oker – Goslar 1934) 204, 206 (1946) |                                                    |                                                    |
| Streckenlänge: | 12,8 km                                              |                                                    |                                                    |
| Spurweite: | 1435 mm (Normalspur)                                 |                                                    |                                                    |
| Streckenklasse: | D4                                                   |                                                    |                                                    |
| Streckengeschwindigkeit: | 120 km/h                                             |                                                    |                                                    |
| Zugbeeinflussung: | PZB                                                  |                                                    |                                                    |
| Zweigleisigkeit: | Oker–Goslar bis 1987: Vienenburg–Oker                |                                                    |                                                    |
| |                                                      |                                                    |                                                    |
| \| \| \| von Braunschweig \| \| \| \| \| von Halberstadt und von Ilsenburg \| \| \| \| \| Bundesstraße 241 \| \| \| \| \| ehem. von Braunschweig \| \| \| \| 0,00 \| Vienenburg ⊙ \| Vienenburg ⊙ \| \| \| \| Bundesstraße 241 \| \| \| \| \| nach Bad Harzburg \| \| \| \| 4,150 \| Bk Steinfeld[2] \| Bk Steinfeld[2] \| \| \| \| Bundesstraße 6 \| \| \| \| 5,306 \| Harlingerode, Immenröder Straße (K 46) \| Harlingerode, Immenröder Straße (K 46) \| \| \| \| Zahnradbahn Metall- und Farbwerke Oker (1921–1964) \| \| \| \| \| von Bad Harzburg \| \| \| \| \| Oker \| \| \| \| \| Bundesstraße 498 \| \| \| \| 8,660 \| Oker ⊙ \| Oker ⊙ \| \| \| \| zur Erzaufbereitungsanlage Bollrich \| \| \| \| \| Anschluss Metallurgiepark Oker \| \| \| \| 11,20 \| Odermark ⊙[3] \| Odermark ⊙[3] \| \| \| \| Bundesstraße 82 und Bundesstraße 241 \| \| \| \| 12,810 \| Goslar ⊙ \| Goslar ⊙ \| \| \| \| nach Hildesheim \| \| \| \| \| nach Neuekrug-Hahausen \| \| |                                                      |                                                    |                                                    |
| Strecke |                                                      | von Braunschweig                                   | von Braunschweig                                   |
| Abzweig geradeaus und von links |                                                      | von Halberstadt und von Ilsenburg                  | von Halberstadt und von Ilsenburg                  |
| Brücke |                                                      | Bundesstraße 241                                   | Bundesstraße 241                                   |
| Abzweig geradeaus und ehemals von rechts |                                                      | ehem. von Braunschweig                             | ehem. von Braunschweig                             |
| Bahnhof | 0,00                                                 | Vienenburg ⊙                                       | Vienenburg ⊙                                       |
| Bahnübergang |                                                      | Bundesstraße 241                                   | Bundesstraße 241                                   |
| Abzweig geradeaus und nach links |                                                      | nach Bad Harzburg                                  | nach Bad Harzburg                                  |
| ehemalige Blockstelle | 4,150                                                | Bk Steinfeld                                       | Bk Steinfeld                                       |
| Strecke mit Straßenbrücke |                                                      | Bundesstraße 6                                     | Bundesstraße 6                                     |
| Bahnübergang | 5,306                                                | Harlingerode, Immenröder Straße (K 46)             | Harlingerode, Immenröder Straße (K 46)             |
| Kreuzung geradeaus unten (Querstrecke außer Betrieb) |                                                      | Zahnradbahn Metall- und Farbwerke Oker (1921–1964) | Zahnradbahn Metall- und Farbwerke Oker (1921–1964) |
| Abzweig geradeaus und von links |                                                      | von Bad Harzburg                                   | von Bad Harzburg                                   |
| Brücke über Wasserlauf |                                                      | Oker                                               | Oker                                               |
| Brücke |                                                      | Bundesstraße 498                                   | Bundesstraße 498                                   |
| Bahnhof | 8,660                                                | Oker ⊙                                             | Oker ⊙                                             |
| Abzweig geradeaus und ehemals nach links |                                                      | zur Erzaufbereitungsanlage Bollrich                | zur Erzaufbereitungsanlage Bollrich                |
| Abzweig geradeaus und nach rechts |                                                      | Anschluss Metallurgiepark Oker                     | Anschluss Metallurgiepark Oker                     |
| ehemaliger Haltepunkt / Haltestelle | 11,20                                                | Odermark ⊙                                         | Odermark ⊙                                         |
| Strecke mit Straßenbrücke |                                                      | Bundesstraße 82 und Bundesstraße 241               | Bundesstraße 82 und Bundesstraße 241               |
| Bahnhof | 12,810                                               | Goslar ⊙                                           | Goslar ⊙                                           |
| Abzweig geradeaus und nach rechts |                                                      | nach Hildesheim                                    | nach Hildesheim                                    |
| Strecke |                                                      | nach Neuekrug-Hahausen                             | nach Neuekrug-Hahausen                             |

Die Bahnstrecke Vienenburg–Goslar ist eine 1866 eröffnete, nicht elektrifizierte Hauptbahn zwischen Vienenburg und Goslar am nördlichen Harzrand. Sie ist Teil eines als Nordharzstrecke bezeichneten Korridors.

## Geschichte

Personenzug von Goslar nach Oker (um 1910)

Die Strecke der Hannoverschen Staatsbahn wurde am 23. März 1866 eröffnet. Sie endete die ersten knapp zwei Jahrzehnte ohne Fortsetzung im Bahnhof Goslar, ehe 1883 die Fortsetzungen nach Westen (Langelsheim) und Nordwesten (Grauhof) eröffnet wurden. Der für den Personenverkehr relevante Abzweig nach Bad Harzburg wurde 1912 angeschlossen.
Zwischen 1921 und 1964 querte die Bahnstrecke nördlich von Oker die Zahnradbahn Metall- und Farbwerke Oker. Diese überbrückte die Bahnstrecke Vienenburg–Goslar durch eine steile Spannbetonbrücke.
Der durchgehende Schienengüterverkehr wich, sofern möglich, seit Bestehen auf die Bahnstrecke Vienenburg–Langelsheim aus. In den 1930er Jahren verkehrten dennoch zunehmend überregionale Güterzüge über die Strecke, da die andere Strecke die Belastungsgrenze erreicht hatte.
Mit dem Beginn des Kalten Krieges wurden alle Ost-West-Verbindungen im heutigen Landkreis Goslar ersatzlos gestrichen. Zudem verkehrte der Großteil der Personenzüge zwischen Vienenburg und Goslar über Bad Harzburg. Mit diesem Hintergrund wurde das östliche Streckengleis zwischen Vienenburg und Oker zum 1. September 1987 stillgelegt und später abgerissen.
Ein stillgelegtes Bahnwärterhäuschen zwischen Oker und Vienenburg wurde im Juli 2016 Opfer eines Brandes.
Der zweigleisige Abschnitt Oker–Goslar verfügt seit 2023 über einen vollausgebauten Gleiswechselbetrieb.

## Strecke
Die 12,8 Kilometer lange Strecke ist zwischen Vienenburg und Oker eingleisig. Die Streckenführung führt zwischen Vienenburg und dem Bahnübergang mit der K 46 durch das Steinfeld genannte Okertal und von hier bis zur Einmündung der Bahnstrecke aus Richtung Bad Harzburg entlang dem Steilen Ufer, einem stark ausgeprägten Abhang am Ostrand des Okertals.

## Betrieb
Die Strecke ist als Bindeglied zwischen dem südlichen Niedersachsen und dem sachsen-anhaltischen Nordharzraum von regionaler Bedeutung. Vier Personenlinien (2× RE, 2× RB) queren die Strecke. Es fahren:
- stündlich alternierend die RE 4 (Goslar – Halberstadt – Halle (Saale)) und RE 21 (Goslar – Halberstadt – Magdeburg)
- stündlich der RE 10 (Bad Harzburg – Oker [ohne Halt] – Goslar – Hannover)
- stündlich die RB 43 (Goslar – Vienenburg – Braunschweig)
- stündlich die RB 82 (Bad Harzburg – Oker – Goslar – Kreiensen), zweistündlich weiter nach Göttingen

Schienenpersonenfernverkehr besteht seit der Einstellung des Interregio Anfang der 2000er-Jahre bis auf einzelne Leistungen des Harz-Berlin-Expresses an Wochenenden nicht mehr.
Auf der Strecke herrscht regelmäßiger Güterverkehr durch Stahlzüge der Verbindung Salzgitter – Ilsenburg.

## Planungen

### Elektrifizierung
Die Strecke wird bis voraussichtlich 2029 im Rahmen der Teilnetz-Elektrifizierung Nordharz für den Betrieb von Akkumulatortriebwagen im Nahverkehr mit einer Oberleitung ausgerüstet. Die Entscheidung beruht auf einer Untersuchung aus dem Jahr 2023; bis 2025 ist der Abschluss der Leistungsphasen 1/2 vorgesehen.

### Weitergehender Ausbau

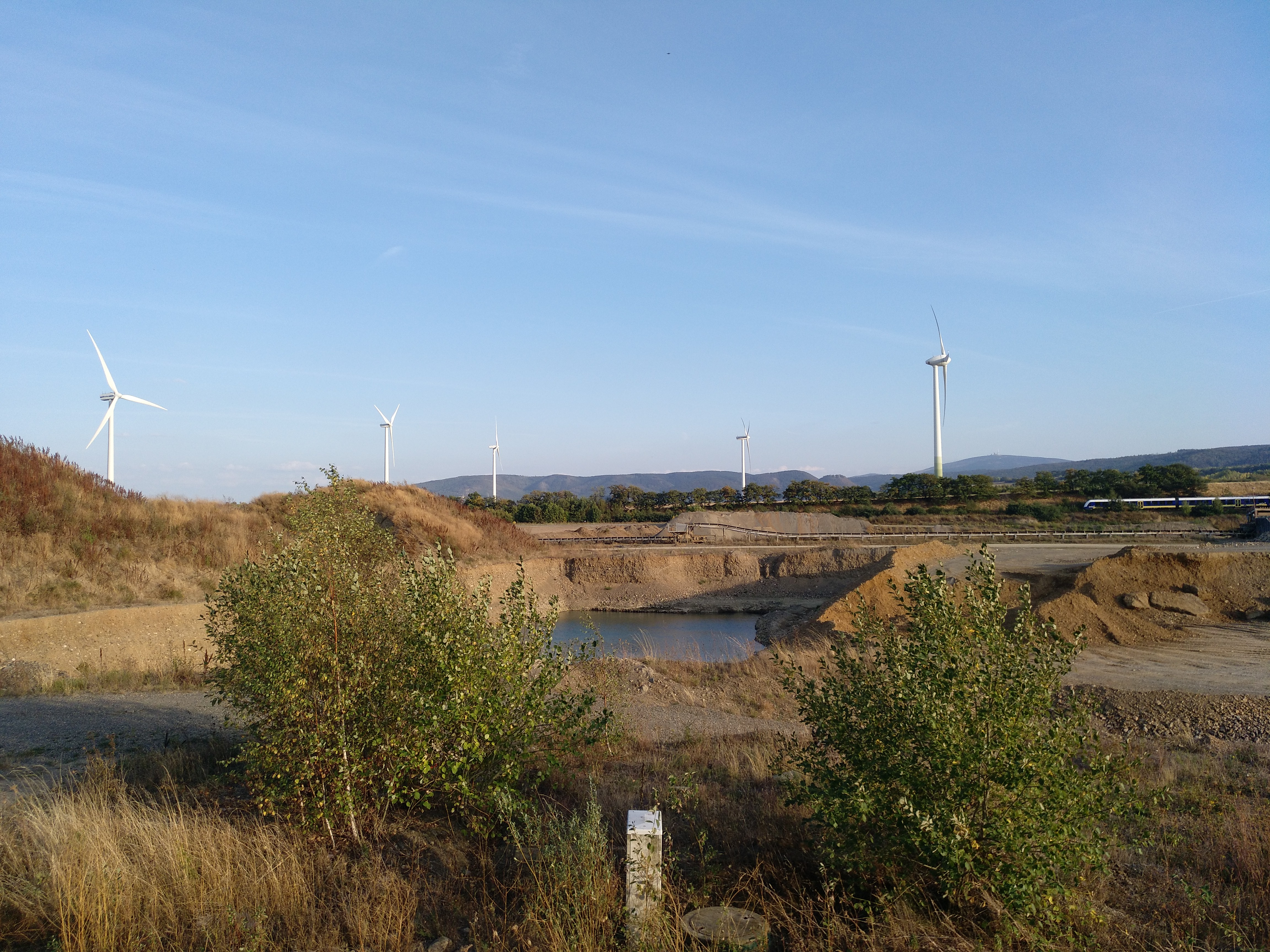
Feldmark an der Bahnstrecke
im Hintergrund: Windpark Harlingerode, Brocken und ein Zug

Für den Abschnitt zwischen Goslar und Oker ist ab den 2030er-Jahren eine Blockteilung vorgesehen.
Im Entwurf des Abschlussberichts zum Zielfahrplan Deutschlandtakt vom September 2021 ist die Wiederherstellung der Zweigleisigkeit Vienenburg–Oker als Baumaßnahme gelistet. Als offizieller Grund wurde die Herstellung eines Eckanschlusses Goslar – Schöppenstedt genannt.
Der Regionalverband Großraum Braunschweig prüfte zuvor bis 2021 im Rahmen des Nordharzkonzepts die Wiederherstellung des zweigleisigen Streckenabschnitts zwischen Oker und Vienenburg und verwarf diese zugunsten der Errichtung der Ringelheimer Kurve.